# Suzanne Bachelard
Pour les articles homonymes, voir Bachelard (homonymie).
Suzanne Bachelard, née le 18 octobre 1919 à Voigny et morte le 3 novembre 2007 à Paris, est une philosophe française.

## Biographie

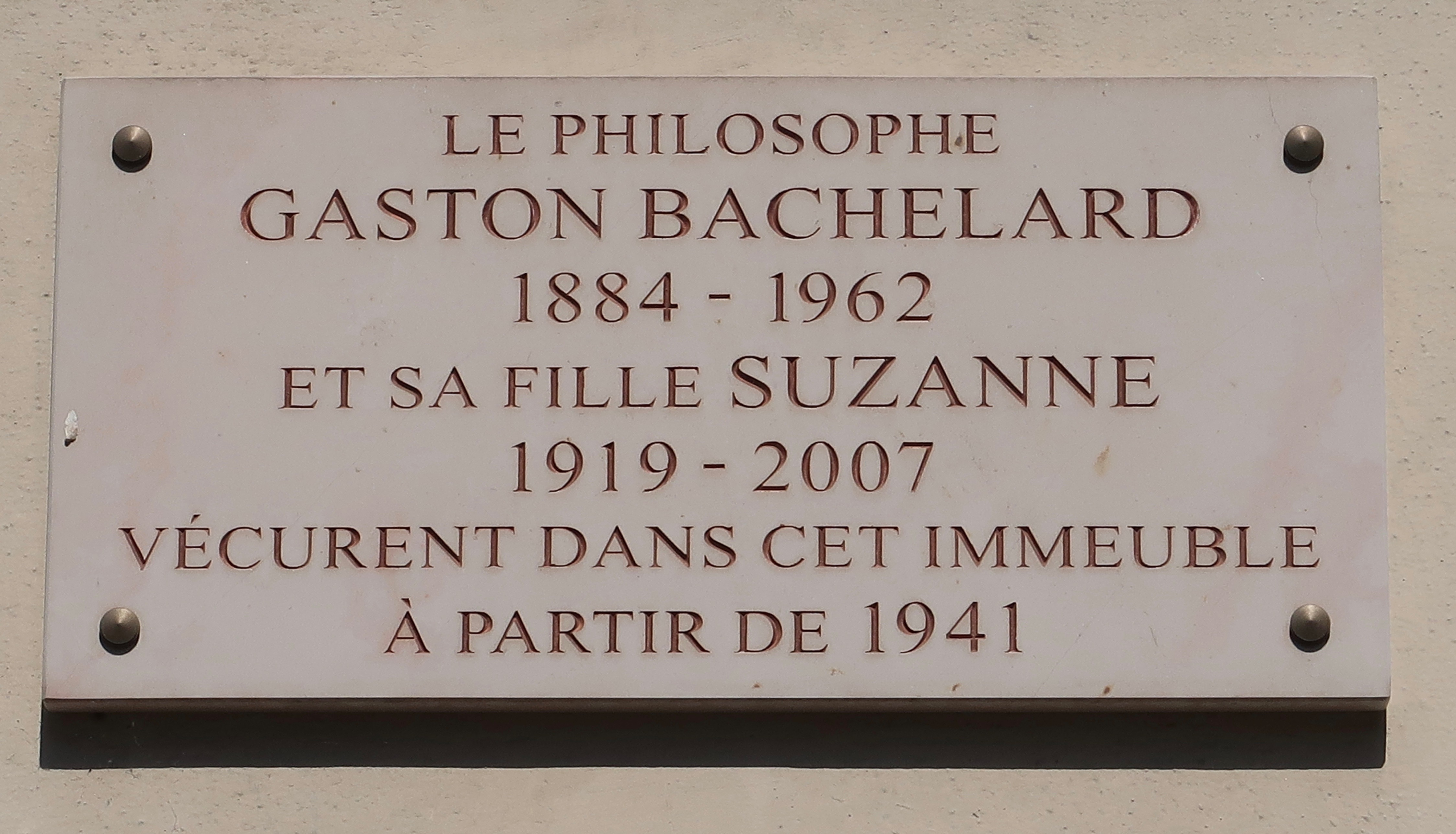
Plaque 2 rue de la Montagne-Sainte-Geneviève (5e arrondissement de Paris), où elle vécut avec son père.

Suzanne Bachelard est la fille du philosophe Gaston Bachelard et de Jeanne Rossi, qui meurt le 20 juin 1920. C'est son père qui s'occupera de son éducation.
Elle a enseigné la philosophie à la faculté des lettres de Lille, à l'École normale supérieure de Sèvres et, en dernier lieu, à l'université Panthéon-Sorbonne et à Institut d'histoire des sciences et des techniques.
C'est elle qui a établi le texte du livre posthume de son père Fragments d'une Poétique du Feu, paru aux Presses universitaires de France en 1988.
Elle meurt à l'âge de 88 ans le 3 novembre 2007 à Paris et est inhumée auprès de son père à Bar-sur-Aube.

## Décoration
- Officier de la Légion d'honneur[Quand ?]

## Travaux
En 1958, dans La Conscience de la rationalité, Suzanne Bachelard établit que toute science rationnelle est une science qui se ramifie. Elle étudie les liens entre raison et expérience, en s'appuyant sur la philosophie d'Edmund Husserl, dont elle est une spécialiste. On lui doit la traduction française de Formale und transzendentale Logik de Husserl.

## Ouvrages
- La logique de Husserl : étude sur « Logique formelle et logique transcendantale », Paris, PUF, « Épiméthée », 1957.
- La conscience de rationalité : étude phénoménologique sur la physique mathématique, Paris, PUF, « Bibliothèque de philosophie contemporaine », 1958.
- Les polémiques concernant le principe de moindre action au XVIIIe siècle, Paris, Palais de la découverte, 1961.
- La représentation géométrique des quantités imaginaires, au début du XIXe siècle, Paris, Palais de la découverte, 1966.